# Discographie de Heart
Voici la discographie de Heart.

## Albums

### Albums studio
| Année | Album                                   | USA | R-U | Certification RIAA |
| ----- | --------------------------------------- | --- | --- | ------------------ |
| 1976  | Dreamboat Annie                         | 7   | 36  | Platine            |
| 1977  | Little Queen                            | 9   | 34  | Platine (3×)       |
| 1978  | Magazine                                | 17  |     | Platine            |
| 1978  | Dog and Butterfly                       | 17  |     | Platine (2×)       |
| 1980  | Bébé le Strange                         | 5   |     | Or                 |
| 1982  | Private Audition                        | 25  | 77  |                    |
| 1983  | Passionworks                            | 39  |     |                    |
| 1985  | Heart                                   | 1   | 19  | Platine (5×)       |
| 1987  | Bad Animals                             | 2   | 7   | Platine (3×)       |
| 1990  | Brigade                                 | 3   | 3   | Platine            |
| 1993  | Desire Walks On                         | 48  | 32  | Or                 |
| 2001  | Heart Presents a Lovemongers' Christmas |     |     |                    |
| 2004  | Jupiter's Darling                       | 94  |     |                    |
| 2007  | Red Velvet Car                          | 10  |     |                    |
| 2012  | Fanatic                                 | 24  |     |                    |
| 2016  | Beautiful Broken                        |     |     |                    |

### Albums live
| Année | Album                | USA | R-U | Certification RIAA | Information additionnelle                                             |
| ----- | -------------------- | --- | --- | ------------------ | --------------------------------------------------------------------- |
| 1980  | Greatest Hits Live   | 13  | -   | Platine (2×)       | Six des dix-huit chansons sont enregistrés en concert                 |
| 1991  | Rock the House Live! | 107 | 45  |                    | Enregistré en concert le 28 novembre 1990 à Worcester (Massachusetts) |
| 1995  | The Road Home        | 87  | -   | Or                 | Enregistré le 12 août 1994 à Seattle (Washington)                     |

- 2003 : Alive in Seattle
- 2007 : Dreamboat Annie Live
- 2014 : Fanatic Live from Caesar's Colosseum
- 2014 : Heart & Friends - Home for the Holidays
- 2016 : Live At The Royal Albert Hall With The Royal Philharmonic Orchestra
- 2019 : Live In Atlantic City - Album double. Concert donné le 6 novembre 2006 avec Carrie Underwood de Jane's Addiction, Dave Navarro guitariste de Red Hot Chili Peppers, la chanteuse country Gretchen Wilson et Rufus Wainwright.

### Compilations
| Année | Album                       | U.S. | UK                                          | Information additionnelle                                                                            |
| ----- | --------------------------- | ---- | ------------------------------------------- | --- |
| 1997  | These Dreams: Greatest Hits | 131  | 33                                          | Compilation des meilleurs succès incluant versions live et versions acoustiques                      |
| 1998  | Greatest Hits               |      |                                             | Compilation des meilleurs succès de 1976 à 1983 + Rock And Roll (Live) de Led Zeppelin.              |
| 2000  | Greatest Hits 1985-1995     |      |                                             | Compilation des meilleurs succès de 1985 à 1995                                                      |
| 2002  | The Essential Heart         | -    | Compilation des meilleurs succès, 2 disques | |
| 2003  | Alive in Seattle            | -    | -                                           | Compilation des meilleurs succès enregistrés en concert                                              |
| 2005  | Love Alive                  |      | -                                           | Compilation de succès                                                                                |
| 2006  | Love Songs                  |      | -                                           | Compilation de chanson d'amour                                                                       |
| 2012  | Strange Euphoria            |      | -                                           | Compilation de chansons rares, de démos et de deux chansons de Lisa Dalbello. Contient 3 CD + 1 DVD. |

### Singles
| Année | Single                                 | Chart Positions, | Chart Positions,     | Chart Positions, | Chart Positions, | Album               |
| Année | Single                                 | U.S. Hot 100     | U.S. Mainstream Rock | US US AC         | UK Singles Chart | Album               |
| ----- | -------------------------------------- | ---------------- | -------------------- | ---------------- | ---------------- | ------------------- |
| 1976  | Crazy on You                           | 35               |                      |                  | 7                | Dreamboat Annie     |
| 1976  | Magic Man                              | 9                |                      |                  | 3                |                     |
| 1976  | Dreamboat Annie                        | 42               |                      |                  | 27               |                     |
| 1977  | (Love Me Like Music) I'll Be Your Song | 35               |                      |                  |                  |                     |
| 1977  | Barracuda                              | 11               |                      |                  | 9                | Little Queen        |
| 1977  | Little Queen                           | 62               |                      |                  | 17               |                     |
| 1977  | Kick it Out                            | 79               |                      |                  |                  |                     |
| 1977  | Love Alive                             |                  |                      |                  |                  |                     |
| 1978  | Crazy On You (re-issue)                | 62               |                      |                  |                  | Dreamboat Annie     |
| 1978  | Heartless                              | 24               |                      |                  |                  | Magazine            |
| 1978  | Straight On                            | 15               |                      |                  | 8                | Dog and Butterfly   |
| 1979  | Dog and Butterfly                      | 34               |                      |                  | 55               |                     |
| 1979  | Magazine                               |                  |                      |                  |                  | Magazine            |
| 1979  | Without You                            |                  |                      |                  |                  |                     |
| 1980  | Even it Up                             | 33               |                      |                  | 2                | Bebe Le Strange     |
| 1980  | Bebe Le Strange                        | 109              |                      |                  |                  |                     |
| 1980  | Break                                  |                  |                      |                  |                  |                     |
| 1980  | Raised on You                          |                  |                      |                  |                  |                     |
| 1980  | Sweet Darlin'                          |                  |                      |                  |                  |                     |
| 1980  | Tell It Like It Is                     | 8                |                      |                  |                  | Greatest Hits Live  |
| 1981  | Unchained Melody                       | 83               |                      |                  |                  |                     |
| 1982  | This Man Is Mine                       | 33               |                      |                  | 16               | Private Audition    |
| 1982  | City's Burning                         |                  | 15                   |                  |                  |                     |
| 1982  | Bright Light Girl                      |                  |                      |                  |                  |                     |
| 1983  | The Situation                          |                  |                      |                  |                  |                     |
| 1983  | How Can I Refuse?                      | 44               |                      |                  | 4                | Passionworks        |
| 1983  | Sleep Alone                            |                  | 43                   |                  |                  |                     |
| 1983  | Allies                                 | 83               |                      |                  |                  |                     |
| 1985  | What About Love                        | 10               | 3                    |                  |                  | Heart               |
| 1985  | Never                                  | 4                |                      |                  |                  |                     |
| 1986  | These Dreams                           | 1                | 2                    | 1                | 62               |                     |
| 1986  | Nothin' at All                         | 10               |                      | 40               | 76               |                     |
| 1986  | If Looks Could Kill                    | 54               |                      |                  |                  |                     |
| 1987  | Alone                                  | 1                | 3                    | 2                | 3                | Bad Animals         |
| 1987  | Who Will You Run To                    | 7                | 2                    |                  | 30               |                     |
| 1987  | There's the Girl                       | 12               | 16                   |                  | 5                |                     |
| 1988  | I Want You So Bad                      | 49               |                      |                  |                  |                     |
| 1988  | Wait for an Answer                     |                  |                      |                  |                  |                     |
| 1988  | Never / These Dreams (UK re-issue)     |                  |                      |                  | 8                | Heart               |
| 1988  | What About Love (UK re-issue)          |                  |                      |                  | 14               |                     |
| 1988  | Nothin' at All (UK re-issue)           |                  |                      |                  | 38               |                     |
| 1990  | All I Wanna Do Is Make Love to You     | 2                | 2                    | 6                | 8                | Brigade             |
| 1990  | Wild Child                             |                  | 3                    |                  |                  |                     |
| 1990  | Tall, Dark, Handsome Stranger          |                  | 24                   |                  |                  |                     |
| 1990  | I Didn't Want to Need You              | 23               | 13                   |                  | 9                |                     |
| 1990  | Stranded                               | 13               | 25                   | 8                | 32               |                     |
| 1991  | Secret                                 | 64               |                      |                  | 5                |                     |
| 1991  | You're the Voice                       |                  | 20                   |                  |                  | Rock the House Live |
| 1993  | Black on Black II                      |                  | 4                    |                  |                  | Desire Walks On     |
| 1993  | Will You Be There (In the Morning)     | 39               |                      | 15               | 19               |                     |
| 1994  | Back to Avalon                         |                  |                      |                  |                  |                     |
| 1994  | The Woman in Me                        | 105              |                      | 24               |                  |                     |
| 1995  | Alone (acoustic)                       |                  |                      |                  |                  | The Road Home       |
| 1995  | The Road Home                          |                  |                      |                  |                  |                     |
| 1998  | Strong, Strong Wind                    |                  |                      |                  |                  | Greatest Hits       |
| 2004  | The Perfect Goodbye                    |                  |                      |                  |                  | Jupiter's Darling   |
| 2004  | Oldest Story in the World              |                  |                      |                  |                  |                     |
| 2004  | Make Me                                |                  |                      |                  |                  |                     |

## The Lovemongers
- Single :
  - The Battle of Evermore (1993)
- Albums :
  - Whirlygig (1997)
  - A Lovemonger's Christmas (1998)